# Labrus merula

Merlo en las costas de Malta.

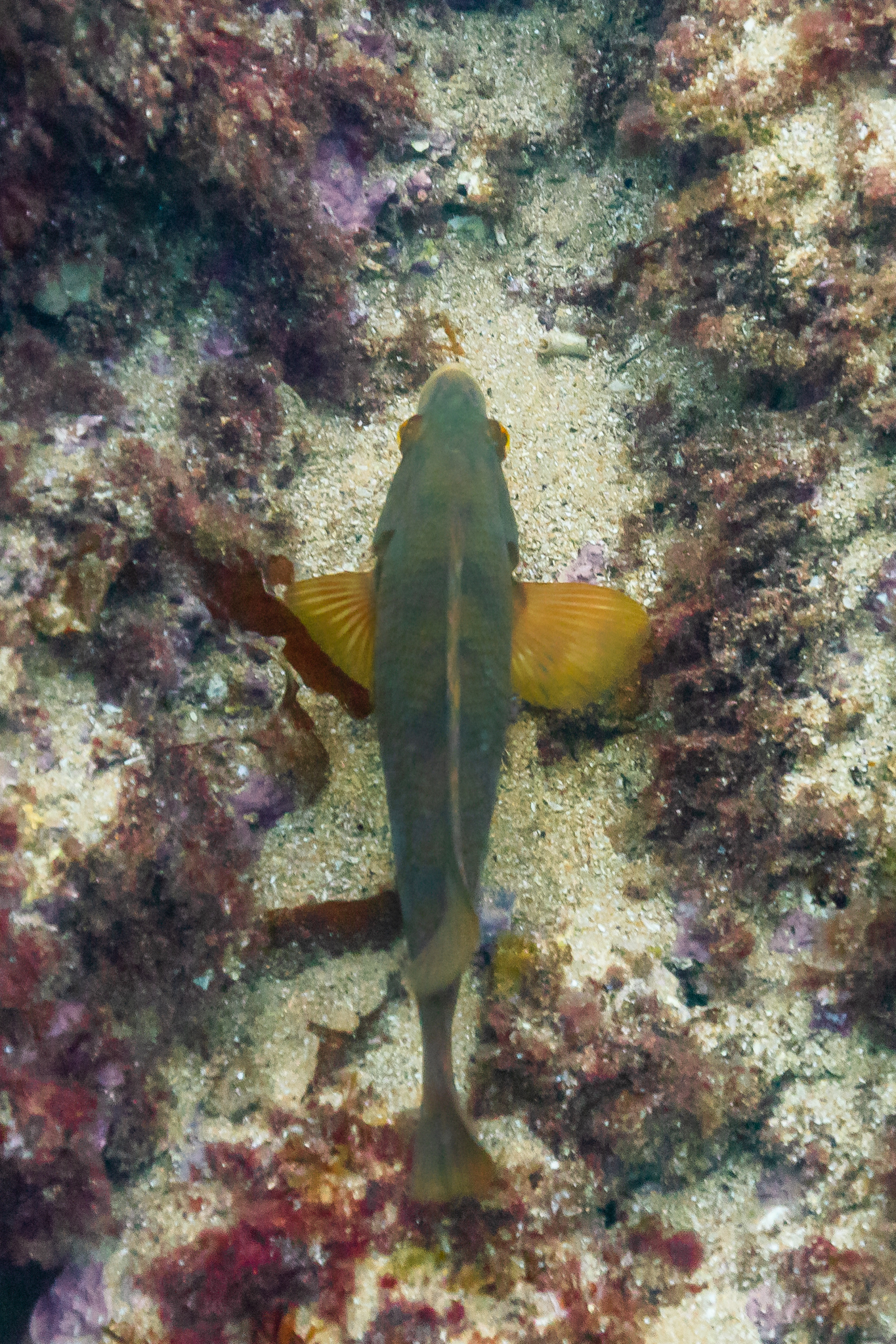
Vista superior.

El merlo o pinto (Labrus merula) es una especie de pez perciforme de la familia Labridae.

## Descripción
La boca es pequeña y con fuertes dientes. El dorso y los flancos son parduscos o verde oliva, mostrando en ocasiones un azul oscuro más o menos maculado, con vientre claro. Cuerpo rechoncho con el hocico corto.
Presenta aleta dorsal larga y aletas radiales espinosas y segmentadas.

## Hábitat
De hábitos diurnos, suele vivir en cuevas, interior de esponjas, rocas recubiertas de algas, arenas fangosas o pequeños bloques coralígenos. Como otros lábridos es común que construya un nido de algas para guarecerse.

## Distribución
Atlántico, desde Marruecos a Portugal. Mediterráneo.

## Alimentación
Su alimentación consta de moluscos, crustáceos, gusanos marinos y equinodermos.

## Pesca
Es un pez común pero tímido, con lo que es difícil de pescar.